# Зелёная миля (фильм)
«Зелёная ми́ля» (англ. The Green Mile) — американский фэнтезийный драматический фильм 1999 года режиссёра и сценариста Фрэнка Дарабонта, основанный на одноимённом романе Стивена Кинга. В главной роли Том Хэнкс. Фильм рассказывает о тюремном надзирателе за приговорёнными к смертной казни во время Великой депрессии, который является свидетелем сверхъестественных событий после прибытия в его учреждение загадочного заключённого (Майкл Кларк Дункан). Дэвид Морс, Бонни Хант, Сэм Рокуэлл и Джеймс Кромвелл появляются во второстепенных ролях.
Премьера фильма в США состоялась 10 декабря 1999 года. Фильм получил положительные отзывы от критиков, которые похвалили режиссуру и сценарий Дарабонта, эмоциональный вес и выступления (особенно Хэнкса и Дункана), хотя его продолжительность подверглась критике. С момента своего выхода фильм приобрёл репутацию одного из самых эмоционально трогательных фильмов всех времён. Он имел коммерческий успех, заработав 286 миллионов долларов при бюджете в 60 миллионов долларов, и был номинирован на четыре премии «Оскар»: лучший фильм, лучшая мужская роль второго плана за Дункана, лучший звук и лучший адаптированный сценарий.

## Сюжет
История представляет собой рассказ обитателя дома престарелых «Джорджия Пайнз» — Пола Эджкомба своей приятельнице Элейн Коннелли.
1935 год. Пол Эджкомб (болен простатитом) работает главным надзирателем в блоке «Е» федеральной тюрьмы «Холодная гора», штат Луизиана, где содержат заключённых, ожидающих смертной казни на электрическом стуле. Осуждённых провожают в последний путь по «Зелёной миле» — коридору блока, пол которого выкрашен в светло-зелёный цвет.
Среди прочих надзирателей в блоке «Е» выделяется трусливый и подлый Перси Уэтмор. Жестоко издеваясь над заключёнными, Перси уверен в своей вседозволенности, поскольку является племянником жены губернатора штата. Устав от бесконечных выходок и жестокости Перси, Эджкомб и его коллеги заключают с ним договор — ему разрешат провести казнь заключённого, но после этого он должен написать заявление о своём переводе в психиатрическую лечебницу Брайр-Ридж на административную должность.
Однажды в блок привозят безобидного и добродушного афроамериканца-гиганта Джона Коффи. Суд приговорил Коффи к смерти за изнасилование и убийство двух маленьких девочек: его арестовали рядом с их безжизненными телами. В том же блоке находятся и другие смертники — индеец Арлен «Вождь» Биттербак и француз Эдуард Делакруа, приручивший сообразительного мышонка, которому он дал прозвище «Мистер Джинглс» и обучил разным трюкам. Позже в блок переводят убийцу и грабителя Уильяма «Дикого Билла» Уортона, известного своей непредсказуемостью и признанного вменяемым, несмотря на его постановочную драку с четырьмя надзирателями.
Тем временем оказывается, что Джон Коффи наделён сверхъестественными способностями — с помощью наложения рук он исцеляет Эджкомба от простатита, что налаживает половую жизнь последнего, а затем возвращает к жизни Мистера Джинглса, которого растоптал Перси в отместку Делакруа. С этого момента Эджкомб, который и до того сомневался в виновности Коффи, понимает, что такой мягкий и добрый человек не может быть убийцей.
Во время проведения казни Делакруа садист Перси специально не мочит в солёной воде губку, накладываемую на голову осуждённого для лучшей проводимости тока, из-за чего Делакруа умирает в страшных мучениях. Один из надзирателей, возмущенный таким садизмом, разбивает Перси лицо. Эджкомб заявляет, что не станет больше покрывать Перси, несмотря на все связи последнего.
Охранники блока «Е» принимают решение тайно отвезти Джона Коффи в дом начальника тюрьмы, чья жена страдает неоперабельной опухолью мозга. Коффи успешно исцеляет женщину, но опухоль оказалась слишком большой, Коффи выработался, и назад в тюрьму его привозят совершенно больного. Когда к его камере подходит Перси, Коффи, желая наказать его за его подлость и корыстолюбие, хватает его и «передаёт» ему сидящую внутри него опухоль. Перси сходит с ума и убивает Дикого Билла, после чего его отправляют в ту самую психиатрическую больницу Брайр-Ридж, но уже в качестве пациента. Позже Коффи передаёт Эджкомбу часть своих способностей и показывает ему правду: насильником и убийцей был не он, а Дикий Билл. Джон же, наоборот, пытался воскресить убитых девочек, но не успел вовремя. Эджкомб решается пойти на должностное преступление, чтобы помочь Джону тайно бежать из тюрьмы. Однако тот просит надзирателя не препятствовать казни, так как он очень устал от ужасов окружающей его жизни. Джон, одновременно чувствующий боль всех окружающих его людей, искренне хочет умереть.

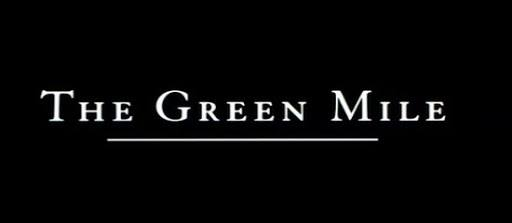
Кадр из заставки

Джон Коффи принимает свою последнюю трапезу, затем следует на казнь. Уже будучи зафиксированным на стуле, он просит, чтобы ему не надевали капюшон на голову, а только положили шлем, в чём ему отказано не было. Затем Пол, как и полагается, произносит обычную речь перед свидетелями казни, что сейчас будет с приговорённым, но не решается отдать приказ пустить ток. Пол и сами палачи пребывают в ужасе от того, что им придётся казнить Джона, их сотрясают рыдания. Наконец Пол отдаёт приказ пустить ток, Джон умирает и с потолка летит сноп искр.
Вскоре после казни Джона, Пол и Брут по собственному желанию переводятся в тюрьму для несовершеннолетних.
Закончив рассказ, старый Пол добавляет, что казнённый Джон Коффи передал ему часть своей силы и подарил долгую жизнь: на момент рассказа Полу, оказывается, уже 108 лет. «Он заразил меня жизнью» — говорит Пол. В подтверждение своей истории Пол ведёт Элейн в небольшой сарай неподалёку от дома престарелых, где по сей день живёт изрядно постаревший мышонок казнённого Делакруа — Мистер Джинглс, которому главный герой носит еду. Пол задаётся вопрос, что если уж мышь прожила шестьдесят лет, то сколько же лет проживёт он сам. Элейн и все его нынешние товарищи умрут, а он будет жить, жить и жить. В финале Пол Эджкомб поясняет, что его долгая жизнь — это Божья кара за то, что он не воспрепятствовал казни удивительного и замечательного человека с большой буквы Джона Коффи. Напоследок он говорит Элейн, которая тоже вскоре умирает: «Каждый из нас должен умереть, исключений нет. Но, Господи, иногда „Зелёная миля“ кажется такой длинной…».

## В ролях
| Актёр              | Роль                       |
| ------------------ | -------------------------- |
| Том Хэнкс          | Пол Эджкомб                |
| Майкл Кларк Дункан | Джон Коффи                 |
| Дэвид Морс         | Брут «Зверюга» Хоуэлл      |
| Даг Хатчисон       | Перси Уэтмор               |
| Сэм Рокуэлл        | Уильям "Дикий Билл" Уортон |
| Майкл Джетер       | Эдуард Делакруа            |
| Грэм Грин          | Арлен Биттербак            |
| Барри Пеппер       | Дин Стэнтон                |
| Джеффри ДеМанн     | Гарри Тервиллигер          |
| Джеймс Кромвелл    | начальник тюрьмы Хэл Мурс  |
| Бонни Хант         | Джейнис Эджкомб            |
| Патриша Кларксон   | Мелинда Мурс               |
| Гарри Дин Стэнтон  | Ту-Ту (старик-уборщик)     |
| Даббс Грир         | Пол Эджкомб в старости     |
| Ив Брент           | Элейн Коннелли             |
| Уильям Сэдлер      | Клаус Деттерик             |
| Пола Малкомсон     | Маджори Деттерик           |
| Брент Бриско       | Билл Додж                  |
| Билл Маккинни      | Джек Ван Хэй               |
| Гэри Синиз         | адвокат Бёрт Хаммерсмит    |

## Производство

### Подбор актёров

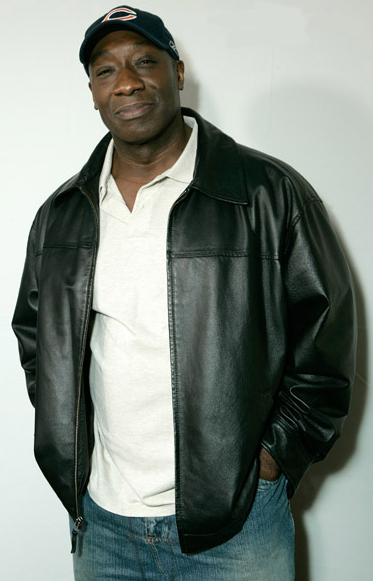
Майкл Кларк Дункан

Фрэнк Дарабонт рассказывал, что когда пишешь сценарий, в голове порой возникает образ какого-либо актёра на конкретную роль, но тебе повезёт, если ты его получишь.
Стивен Кинг был несказанно рад, когда, говоря о роли Пола Эджкомба, Дарабонт упомянул Тома Хэнкса, поскольку тоже считал, что актёр подходит к ней идеально, «как старый башмак».
Хэнкс принял роль в знак признательности Фрэнку Дарабонту, которому ранее был вынужден отказать в исполнении роли Энди Дюфрейна в фильме «Побег из Шоушенка», будучи занятым на съёмках «Форреста Гампа» в 1994 году. Первоначально предполагалось, что Том Хэнкс сыграет также Пола Эджкомба в старости, но поскольку грим не сделал из Хэнкса достаточно убедительного старика, на эту роль был приглашён Даббс Грир.
Когда продюсеры столкнулись с трудностью подбора актёра на роль Джона Коффи, Брюс Уиллис предложил Майкла Кларка Дункана, вместе с которым он играл в фильме «Армагеддон».
Сам Дункан, прочитав книгу, сказал себе: «Это я. Неважно, что мне придётся сделать, но я должен сыграть эту роль».
После смерти актёра Фрэнк Дарабонт вспоминал: «Никогда ещё ни один актёр не заслуживал настолько признания в виде номинации на премию „Оскар“, как Майкл, за его исполнение роли Джона Коффи».
Поскольку Дункан был примерно того же роста, что и Дэвид Морс, и даже ниже на 5 сантиметров, чем Джеймс Кромвелл, для создания иллюзии, что Коффи возвышается над персоналом тюрьмы, во время съёмок использовались специальные ракурсы.
В книге Перси Уэтмору был 21 год. Актёру Дагу Хатчисону на момент съёмок было 39 лет. Он соврал режиссёру Фрэнку Дарабонту, что ему «слегка за 30», и получил роль..

### Съёмки
Съёмки фильма стартовали в июле 1998 года и продлились до декабря того же года в США, в штатах Северная Каролина и Теннесси, а также в Калифорнии — на киностудиях «Warner Brothers Studios» в Голливуде и «Warner Brothers Burbank Studios» в Бербанке.
Важной составляющей фильма были костюмы персонажей, и Карин Вагнер, костюмер, с которой Дарабонт работал прежде над телевизионным фильмом Black Cat Run, выяснила, что в 1935 году в тюрьмах США, за исключением Синг-Синга, у тюремщиков не было униформы. Тем не менее, по замыслу режиссёра, зритель должен был чётко понимать, что охранники — это власть, а заключённые — узники, и Вагнер пришлось разработать униформу, основываясь частично на армейских моделях, частично на форме тюрьмы Синг-Синг.
Дункан очень смущался из-за того, что ему нужно схватить Хэнкса за причинное место в сцене, где Коффи «лечит» Эджкомба. Чтобы преодолеть смущение Дункана, Хэнкс положил в штаны пустую бутылку.
В фильме снялись сразу тридцать мышей, которые «играют» Мистера Джинглса. Все мыши были названы в честь актёров и членов съёмочной группы.

## Реакция

### Кассовые сборы
В США и Канаде фильм вышел 10 декабря 1999 года в 2875 кинотеатрах и заработал 18 миллионов долларов в первый уик-энд, заняв второе место в прокате, сразу после «Истории игрушек 2» с 18,2 миллионами долларами, однако фильм занял первое место за неделю с 23,9 миллиона долларов по сравнению с 22,1 миллионами «Истории игрушек 2» за неделю. «Зелёная миля» оставалась на втором месте во второй уик-энд и в десятке самых кассовых фильмов в течение 10 недель, но так и не достигла первого места в выходные. Фильм заработал 136,8 миллионов долларов в США и Канаде и 150 миллионов долларов на других территориях, в результате чего во всём мире общая сумма составила 286,8 миллиона долларов при бюджете в 60 миллионов долларов. Это был второй кассовый показатель в Японии за год с валовым доходом в 55,3 миллиона долларов.

### Отзывы
Критики приняли фильм в целом положительно. На сайте-агрегаторе Rotten Tomatoes картина имеет рейтинг 78 % на основании 134 критических отзывов. На сайте Metacritic рейтинг фильма составляет 61 из 100 на основании 36 отзывов. Роджер Эберт дал картине оценку 3,5 звезды из 4, отметив, что длительность фильма в данном случае преимущество, а не недостаток.
В феврале 2022 года Bangor Daily News Стивен Кинг заявил, что не хотел бы увидеть ремейки «Зелёной мили» и «Побега из Шоушенка».

### Награды и номинации
Фильм получил множество наград и номинаций, среди которых:
- 2000 — 4 номинации на премию «Оскар»: лучший фильм (Дэвид Вальдес, Фрэнк Дарабонт), лучшая мужская роль второго плана (Майкл Кларк Дункан), лучший адаптированный сценарий (Фрэнк Дарабонт), лучший звук (Роберт Дж. Литт, Эллиот Тайсон, Майкл Хэрбик, Уилли Д. Бёртон)[21][22]
- 2000 — 3 премии «Сатурн»: лучший приключенческий фильм, боевик или триллер, лучшая мужская роль второго плана (Майкл Кларк Дункан), лучшая женская роль второго плана (Патрисия Кларксон), а также 2 номинации: лучший режиссёр (Фрэнк Дарабонт), лучшая музыка к фильму (Томас Ньюман)
- 2000 — номинация на премию «Спутник» за лучшую мужскую роль второго плана — драма (Даг Хатчисон)
- 2000 — номинация на премию «Золотой глобус» за лучшую мужскую роль второго плана (Майкл Кларк Дункан)
- 2000 — 2 премии «Выбор критиков»: лучшая мужская роль второго плана (Майкл Кларк Дункан), лучший адаптированный сценарий (Фрэнк Дарабонт), а также номинация за лучший фильм
- 2000 — 2 номинации на премию Гильдии киноактёров США: лучшая мужская роль второго плана (Майкл Кларк Дункан), лучший актёрский состав
- 2000 — номинация на премию Гильдии режиссёров США за лучшую режиссуру художественного фильма (Фрэнк Дарабонт)
- 2000 — номинация на премию Брэма Стокера за лучший сценарий (Фрэнк Дарабонт)
- 2001 — номинация на премию «Небьюла» за лучший сценарий (Фрэнк Дарабонт)